# Географски пол
Географски пол је замишљена тачка у којој оса ротације (планетарна оса) пробада површину планете или неког тела које се окреће око своје осе. У општм случају говоримо о половима небеских тела, јер израз географски описује само Земљине полове.
Како планетарна оса пробада планетарну површину у две тачке, пробојна места називамо северни пол и јужни пол. На Земљи су имена полова одређена историјским разлозима, али није увек јасно како ћемо назвати полове тела, будући да оса може бити насумично усмерена. Када говоримо о телима у Сунчевом систему уобичајено је да се за северни пол небеског тела узима пол ближи смеру ка звезди Северњачи.
Нека тела у Сунчевом систему, као рецимо Сатурнов сателит Хиперион или астероид 4179 Тутатис, немају дефинисане полове због своје хаотичне ротације узроковане неправилним обликом или гравитационим утицајима оближњих тела.
Ако планета поседује магнетно поље, магнетни полови се не морају поклапати (и углавном се не поклапају) са половима планете.